# Луговая (приток Ржевки)
Луговая (бывшая Парве) — река на территории России, протекает по территории Славского, Полесского и Черняховского районов Калининградской области.

## География и гидрология
Река Луговая — левобережный приток реки Ржевки, её устье находится в 13 километрах от устья Ржевки. Длина реки составляет 37 км, площадь водосборного бассейна — 182 км².
Берёт своё начало к юго-востоку от села Калиновка.
Через реку переброшены 8 железобетонных и 1 каменный мост.
- В 17 км от устья, по левому берегу впадает река Долгая.
- В 14 км от устья, по правому берегу впадает река Большаковка.

## Данные водного реестра
По данным государственного водного реестра России относится к Балтийскому бассейновому округу, водохозяйственный участок реки — реки бассейна Балтийского моря в Калининградской области без рек Неман и Преголя. Относится к речному бассейну реки Неман и рекам бассейна Балтийского моря (российская часть в Калининградской области).
Код объекта в государственном водном реестре — 01010000312104300009773.